# Cirque-Fjord
Der Cirque-Fjord (norwegisch Botnfjorden, übersetzt Kesselfjord) ist ein vereister Fjord an der Küste des ostantarktischen Kemplands. Er liegt an der Südseite der Law Promontory und öffnet sich zur Stefansson Bay.
Norwegische Kartografen, die auch die deskriptive Erstbenennung vornahmen, kartierten den Fjord anhand von Luftaufnahmen der Lars-Christensen-Expedition 1936/37. Teilnehmer der Australian National Antarctic Research Expeditions sichteten die Bucht im Jahr 1956. Das Antarctic Names Committee of Australia überführte die norwegische Benennung am 18. Februar 1958 ins Englische.